# François Ponchaud
François Ponchaud (Sallanches, 8 de fevereiro de 1939 – Lauris, 17 de janeiro de 2025) foi um padre católico francês e missionário no Camboja. Ele foi mais conhecido por sua documentação do genocídio que ocorreu sob o Khmer Vermelho (KR), e por ser uma das primeiras pessoas a expor os abusos de direitos humanos cometidos na época.

## Morte
Ponchaud morreu no dia 17 de janeiro de 2025 aos 73 anos, em Lauris, França.